# Renzo Badolisani
Renzo Badolisani, pseudonimo di Vincenzo Badolisani (Gioiosa Ionica, 1958), è un regista e sceneggiatore italiano.

## Biografia
Nato a Gioiosa Ionica, in Calabria, ma formatosi artisticamente a Torino, si diploma all'Accademia di Belle Arti e inizia a interessarsi al cinema. Nel 1978 dirige il suo primo corto in Super8, La danza del quotidiano, che vince il primo premio "Città di Milano", seguito da Barboni a vent'anni nel 1981. Inizia a lavorare per la televisione, dirigendo vari documentari per la Rai (Oblò, La-rai-che-vedrai, Voglio il coniglio, Mercati rionali, Fata Morgana) e la miniserie Albergo Verdi di Rai 3.
Nel 1985 è al cinema con il suo primo lungometraggio, I ragazzi di Torino sognano Tokyo e vanno a Berlino, dove è anche attore protagonista. Faranno seguito Cinecittà... Cinecittà (1992), con Amanda Sandrelli, premiato al Festival di Annecy, e Tornare indietro (2002), vincitore di un Globo d'oro al miglior attore esordiente per Lele Nucera. Nel 1994 dirige la miniserie Isola Margherita, ma la post-produzione è travagliata, il progetto viene continuamente posticipato e poi definitivamente abbandonato: la fiction sarà ripescata dagli archivi Rai solo venti anni dopo, e la serie va in onda così nell'estate 2015.
Badolisani è anche molto attivo nel teatro e ha all'attivo numerose sceneggiature teatrali.

## Filmografia

### Regista
- La danza del quotidiano – cortometraggio (1978)
- Barboni a vent'anni (1981)
- Albergo Verdi – miniserie TV (1983)
- I ragazzi di Torino sognano Tokyo e vanno a Berlino (1985)
- Cinecittà... Cinecittà (1992)
- Tornare indietro (2002)
- Isola Margherita – miniserie TV (2015)

### Attore
- Venerdì sera, lunedì mattina, regia di Alberto Chiantaretto e Daniele Pianciola (1983)
- I ragazzi di Torino sognano Tokyo e vanno a Berlino, regia di Vincenzo Badolisani (1985)